# 彭崇谷

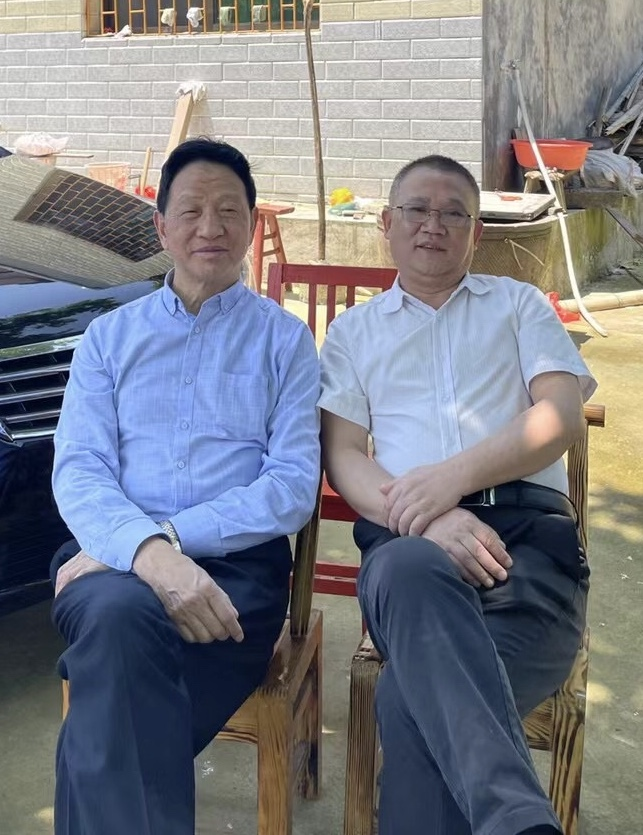
彭崇谷（左）与友人合影

彭崇谷（1954年11月—），男，湖南湘乡人，中华人民共和国政治人物、学者、诗人、赋作家、书法家、画家。湖南师范学院政治系政治专业毕业。

## 生平
1972年3月参加工作，1981年12月加入中国共产党。历任中共长沙市委组织部干事、副科长；中共湖南省委组织部干部二处干事、主任科员、副处长、正处级组织员，研究室主任；中共衡阳市委常委、组织部部长、副书记，政府副市长、代市长、市长等职。2008年3月，任中共湖南省委组织部副部长，湖南省人事厅厅长。2010年湖南省机构改革后，任湖南省人力资源和社会保障厅厅长。2013年4月，不再担任湖南省人力资源和社会保障厅厅长。